# Witwatersrand

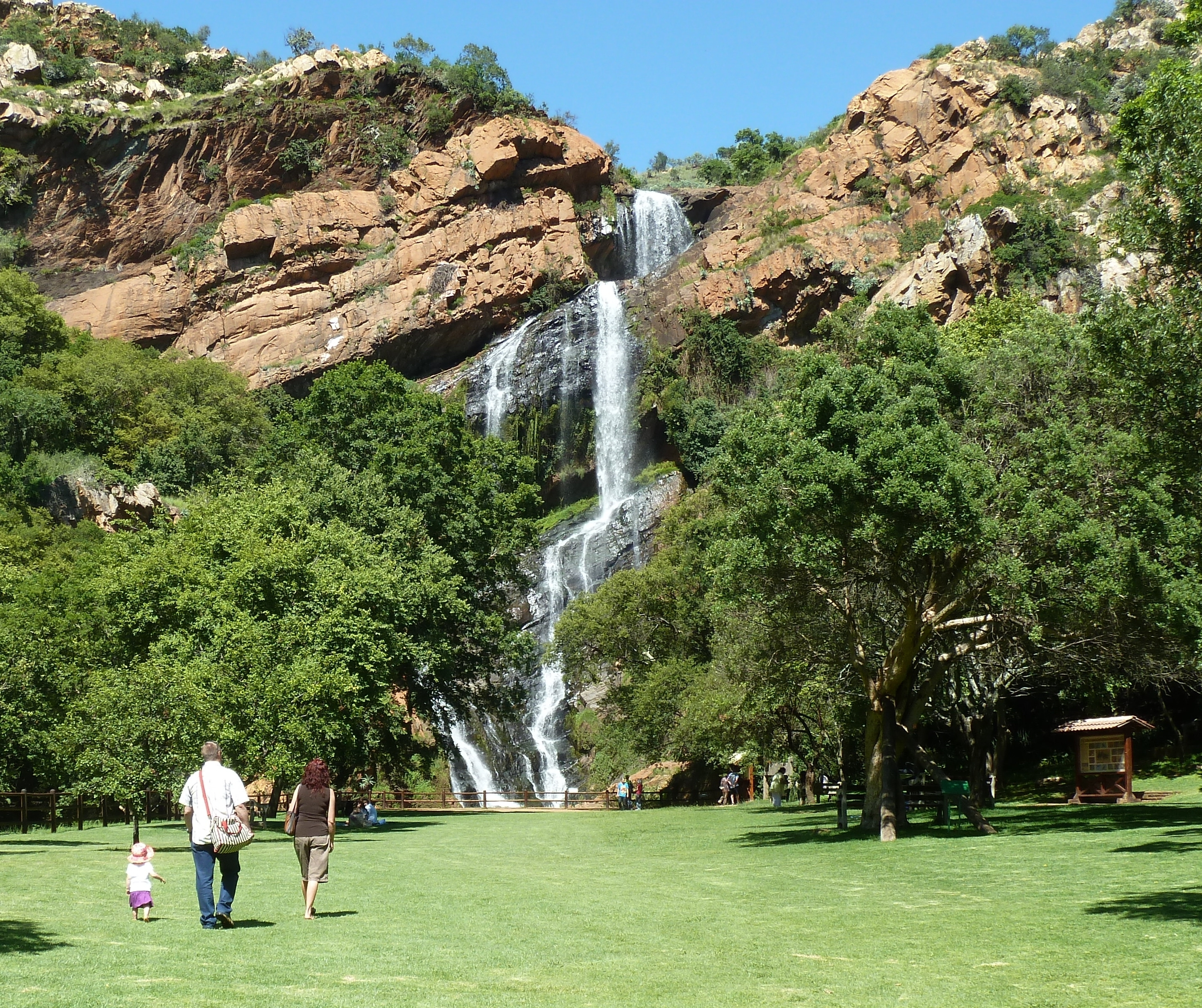
Cascada en el Jardín Botánico Nacional Walter Sisulu. Este tipo de cascadas dan nombre a Witwatersrand, palabra afrikáans que significa «cordillera de agua blanca».

El Witwatersrand (en afrikáans, "sierra de aguas blancas") es una sierra baja que atraviesa la provincia de Gauteng, en Sudáfrica.  Forma una divisoria continental de aguas que se escurren del norte al océano Índico y del sur al Atlántico.
Tiene también un efecto evidente en cambios climáticos leves del área, tal cuando la baja cadena de colinas produce un efecto de barlovento/sotavento, con los suburbios del norte de Johannesburgo más exuberantes y bien húmedos, y el sur más seco y árido. El Witwatersrand es parte de la Provincia de Gauteng, que fue llamada la Provincia PWV durante un breve período como siglas para Pretoria, Witwatersrand, Vereeniging o Triángulo del Vaal.
El «Rand» o filón, como el Witwatersrand es a veces conocido, es famoso por ser la fuente del 40% del oro alguna vez extraído de la tierra [cita requerida]. Tiene 100 kilómetros de largo y más de 3,6 kilómetros de profundidad en algunos sitios. Es la abundancia de este mineral en la región la razón por cual la moneda de Sudáfrica, el rand, ha recibido su nombre. Los yacimientos fueron descubiertos en 1886 por George Harrison y George Walker y continúan siendo explotados en la actualidad con el desarrollo de una minería de profundidad extrema. Se trata de placeres muy antiguos, con edades entre 2300 y 2800 millones de años formados por conglomerados depositados en una cuenca marina poco profunda (deltas). La fuente primaria del oro no se conoce y se supone que ha sido totalmente erosionada.
El Witwatersrand es también otro nombre de uso frecuente para describir la mayor parte del Área Metropolitana Gran Johannesburgo, que atraviesa a lo largo el filón del oro. El área metropolitana es de forma oblonga y pasa por el área de Randfontein y Carletonville en el oeste a Springs en el este. Incluye las extensas áreas urbanas del Rand del este y del oeste, y Soweto.